# USAC National Championship 1980
USAC National Championship 1980 var ett race som kördes över fem omgångar parallellt med CART:s säsong 1980. Efter fem omgångar drog sig USAC ur avtalet, och Johnny Rutherford, som var mästerskapsledaren efter Mid-Ohios tävling deklarerades som mästare. Rutherford lyckades även hålla undan och ta hand om CART:s titel, vilket gjorde honom till dubbel mästare.

## Delsegrare
| Datum    | Bana             | Vinnare           | Team          | Rapport |
| -------- | ---------------- | ----------------- | ------------- | ------- |
| 13 april | Ontario          | Johnny Rutherford | Hall Racing   | *       |
| 26 maj   | Indianapolis 500 | Johnny Rutherford | Hall Racing   | *       |
| 8 juni   | Milwaukee        | Bobby Unser       | Penske Racing | *       |
| 22 juni  | Pocono           | Bobby Unser       | Penske Racing | *       |
| 13 juli  | Mid-Ohio         | Johnny Rutherford | Hall Racing   | *       |

## Slutställning
| Plats | Förare            | Team                            | Poäng |
| ----- | ----------------- | ------------------------------- | ----- |
| 1     | Johnny Rutherford | Hall Racing                     | 2740  |
| 2     | Tom Sneva         | O'Connell Racing                | 1970  |
| 3     | Bobby Unser       | Penske Racing                   | 1334  |
| 4     | Gordon Johncock   | Patrick Racing                  | 1330  |
| 5     | Pancho Carter     | Alex Morales Racing             | 1078  |
| 6     | Bill Alsup        | Alsup Racing                    | 990   |
| 7     | Rick Mears        | Penske Racing                   | 766   |
| 8     | Gary Bettenhausen | AMI Racing                      | 726   |
| 9     | Vern Schuppan     | Wysard Racing                   | 650   |
| 10    | Sheldon Kinser    | Leader Cards Racing             | 345   |
| 11    | Danny Ongais      | Interscope Racing               | 330   |
| 12    | Howdy Holmes      | AMI Racing                      | 266   |
| 13    | Roger Mears       | Hogdon Racing Grant King Racers | 260   |
| 14    | Tom Bigelow       | AMI Racing                      | 250   |
| 15    | Spike Gehlhausen  | Fletcher Racing                 | 245   |